# Ashita no Joe
Ashita no Joe (яп. あしたのジョー Асита но Дзё:, «Завтрашний Джо») — манга о боксе, нарисованная Тэцуей Тибой по сюжету Асао Такамори (также известному под псевдонимом Икки Кадзивара). С 1968 по 1973 год публиковалась в журнале Shonen Magazine издательства Kodansha. В период публикации манга приобрела значительную популярность среди людей разных возрастов. За пределами Японии известна под названиями Rocky Joe и Joe. Согласно мнению Марка Шиллинга, читатели, которым эта манга была интуитивно понятна, являлись студентами, впоследствии вступившими в борьбу с японскими силовыми структурами.
Согласно опросу, проведённому в 2007 году министерством культуры Японии, занимает 35-е место среди лучшей манги всех времен.
По мотивам манги было снято два аниме-сериала, два полнометражных анимационных фильма и два игровых фильма. Режиссёр всех аниме-экранизаций Ashita no Joe — Осаму Дэдзаки. Первый аниме-сериал транслировался в Испании и Италии, второй — также в Гонконге и Франции. В 2011 году вышел в прокат игровой фильм по Ashita no Joe, где главную роль исполняет Томохиса Ямасита и Карина Носе.

## Сюжет
Джо Ябуки сбежал из детского дома и бродил по трущобам Токио, пока не был арестован и помещён в тюремную камеру. Там Джо вступил в схватку с хулиганом Ниси, своим будущим лучшим другом. Их вместе отправили в тюрьму для несовершеннолетних вдали от Токио. Джо познакомился с одним из заключённых — Рикииси, подававшим в боксе большие надежды. Между ними началось соперничество. Герои устроили поединок, в ходе которого доминировал Рикииси, но в последний момент Джо удачно контратаковал, и оба оказались в нокауте. Это вдохновило других заключённых заняться боксом. Джо и Рикииси пообещали друг другу встретиться на профессиональном ринге.

## Список персонажей
Джо Ябуки (яп. 矢吹丈) — Главный герой. Сирота-беспризорник 15 лет. Отсидел 1 год 3 месяца в колонии для подростков особого режима. После освобождения стал профессиональным боксёром в легчайшем весе. Впоследствии стал чемпионом OPBF.
Сэйю: Тэрухико Аой
Дампэй Тангэ (яп. 丹下段平) — Бывший профессиональный боксёр. Тренер Джо по боксу и его опекун.
Сэйю: Сигэёси Фудзиока
Ёко Сираки (яп. 白木葉子) — Внучка основателя финансовой корпорации «Сираки дзайбацу». Потерпевшая в деле Джо Ябуки. Любительница бокса, фанатка Тоору Рикиси и Джо Ябуки.
Сэйю: Нисидзава Кадзуо (первый аниме-сериал), Эбису Масако (первый аниме-сериал, серии 34-44), Эми Танака (второй аниме-сериал), Дан Фуми (полнометражные фильмы)
Тору Рикииси (яп. 力石徹) — Профессиональный боксёр в полусреднем, затем полулёгком весе. Любимый соперник Джо. Специально для боя с Джо снизил вес до легчайшего.
Сэйю: Сюсэй Накамура (аниме-сериалы), Тосиюки Хосокава (полнометражные анимационные фильмы)
Канъити Ниси (яп. 西寛一) — Лучший друг Джо. Одно время был профессиональным боксёром.
Сэйю: Току Нисио (первый аниме-сериал), Дзиро Дарума (второй аниме-сериал), Сиро Кисибэ (полнометражные анимационные фильмы)
Норико Хаяси (яп. 林紀子) — Дочь супругов Хаяси — владельцев продуктового магазина, где подрабатывали Ниси и Джо. Страдает от неразделённой любви к Джо.
Сэйю: Каору Одзава (первый аниме-сериал), Мэгуми Мориваки (второй аниме-сериал), Тосико Фудзита (второй полнометражный анимационный фильм)
Карлос Ривера (яп. カーロス・リベラ) — Профессиональный боксёр в легчайшем весе из Венесуэлы. Любимый соперник Джо.
Сэйю: Таитиро Хирокава (первый аниме-сериал), Рюсэй Накао (второй аниме-сериал), Джо Яманака (второй полнометражный анимационный фильм)
Хосе Мендоса (яп. ホセ・メンドーサ) — Профессиональный боксёр из Мексики. Чемпион мира в легчайшем весе по версии WBC. Соперник Джо.
Сэйю: Миямура Ёсито (второй аниме-сериал), Масуми Окада (второй полнометражный фильм)
Волк Канагуси (яп. ウルフ金串) — Профессиональный боксёр в легчайшем весе. Соперник Джо.
Сэйю: Осаму Като, Масао Иманиси (первый аниме-сериал), Рокуро Ная (второй аниме-сериал)

## Игры
- Ashita no Joe — аркадная игра, издана Taito, разработана Wave Corp (1990).
- Ashita no Joe Densetsu — издана SNK, разработана Wave Corp для Neo Geo (1991)
- Boxing Mania: Ashita no Joe — аркадная игра, издана и разработана Konami (2001).
- Ashita no Joe Touchi: Typing Namida Hashi — издана и разработана Sunsoft для PlayStation 2 (2001)
- Ashita no Joe 2: The Anime Super Remix — издана и разработана Capcom для PlayStation 2 (2002)
- Ashita no Joe Masshiro ni Moe Tsukiro! — издана и разработана Konami для PlayStation 2 (2003)
- Ashita no Joe Makkani Moeagare! — издана и разработана Konami для Game Boy Advance (2003)
- Ashita no Joe Masshiro ni Moe Tsukiro! Konami the Best — издана и разработана Konami для PlayStation 2 (2004)